# Chirosia spatuliforceps
Chirosia spatuliforceps är en tvåvingeart som först beskrevs av Fan och Chu 1982.  Chirosia spatuliforceps ingår i släktet Chirosia och familjen blomsterflugor. Inga underarter finns listade i Catalogue of Life.